# Кулганінська сільська рада
Кулга́нінська сільська рада (рос. Кулганинский сельский совет, башк. Ҡолғана ауыл советы) — муніципальне утворення у складі Бурзянського району Башкортостану, Росія. Адміністративний центр — присілок Кулганіно.

## Історія
Сільрада утворена 21 жовтня 1998 року шляхом відокремлення від Кипчацької сільради.

## Населення
Населення — 413 осіб (2019, 434 в 2010, 449 в 2002).

## Склад
До складу поселення входять такі населені пункти:
| Населений пункт     | Населення, осіб (2002) | Населення, осіб (2010) |
| ------------------- | ---------------------- | ---------------------- |
| Кулганіно, присілок | 281                    | 288                    |
| Саргая, присілок    | 168                    | 146                    |